# Элмонд, Линкольн
Ли́нкольн Ка́ртер Э́лмонд (англ. Lincoln Carter Almond; 16 июня 1936, Потакет, Род-Айленд — 2 января 2023) — американский политик-республиканец. Губернатор штата Род-Айленд (1995—2003).

## Биография
В 1959 году он окончил Университет Род-Айленда, а в 1961 году получил степень доктора права в Школе права Бостонского университета.
До избрания губернатором работал прокурором окружного суда Соединённых Штатов по округу Род-Айленд с 1969 по 1978 год и снова с 1981 по 1993 год при президентах Ричарде Никсоне, Джеральде Форде, Рональде Рейганеи Джордже Буше-старшем.
Был членом резерва ВМС США. Между 1963 и 1969 годом был мэром города Линкольн (Род-Айленд). В 1968 и 1978 годах он неудачно баллотировался в Конгресс и на должность губернатора соответственно.
Линкольн Элмонд также был президентом Фонда развития Blackstone Valley.
С января 1995 года по январь 2003 года — являлся губернатором штата Род-Айленд.
Скончался 2 января 2023 года.

## Семья
Был женат, имел двоих детей.